# 莫夫恰尼夫卡 (斯克維拉區)
49°35′25″N 29°31′58″E / 49.59028°N 29.53278°E
莫夫恰尼夫卡（烏克蘭語：Мовчанівка）是位於烏克蘭北部的村莊，由基辅州白采爾克瓦區的斯克維拉市鎮負責管轄。該村始建於十七世紀，面積2.08平方公里，海拔高度237米，2001年人口450，人口密度每平方公里216.4人。